# Thomas Carew (Dichter)

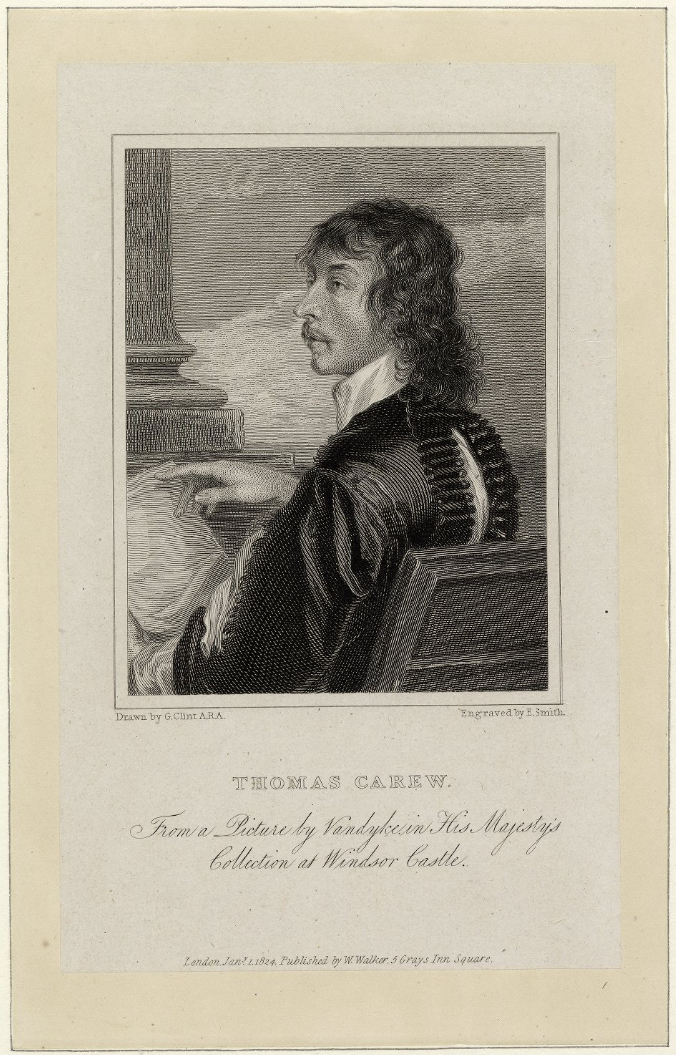
Thomas Carew, Zeichnung nach einem Gemälde von Sir Anthony Van Dyke

Thomas Carew (* 1594 vermutlich in West Wickham, Kent; † 23. März 1640) war ein englischer Dichter. Er wird zu den cavalier poets gezählt, stand jedoch gleichermaßen unter dem Einfluss metaphysischer Dichter wie John Donne.  Unter den erotischen Lyrikern des  17. Jahrhunderts gilt Carew als der größte Stilist.

## Leben
Sein Vater, Sir Matthew Carew, war Anwalt; mit ihm zog die Familie 1598 nach London. Carew schrieb sich 1608 am Merton College, Oxford ein, welches er entweder 1610 oder 1611 mit dem Bachelor of Arts verließ. Danach studierte er am Middle Temple in London. Von 1613 bis 1616 arbeitete Carew als Sekretär von Sir Dudley Carleton, einem englischen Diplomaten, und reiste mit ihm zunächst bei verschiedenen Gesandtschaften nach Italien und in die Niederlande. Aufgrund mehrerer literarischer Schmähschriften überwarf er sich mit Carleton und dessen Frau und wurde daraufhin entlassen.
Mit seinem patriarchalischen Vater war Carew zerstritten; durch das Zerwürfnis mit Carleton verlor er seine gesellschaftlich angesehene Stellung. In der Folgezeit versuchte Carew als Protegé namhafter Persönlichkeiten wie beispielsweise Kit Villiers, dem Bruder des berühmt-berüchtigten Duke of Buckingham, wieder Halt zu finden. 1619 reiste er im Gefolge des Diplomaten Edward Herbert, First Baron of Cherbury, nach Paris.
Anfang der 1620er Jahre lernte Carew den Kreis um Ben Jonson kennen. Etwa um diese Zeit hielt er sich nach der Thronbesteigung von Karl I. ebenso am königlichen Hof auf, wo er sich schließlich etablieren konnte und 1630 zum Truchsess ernannt wurde. 1633 wurde sein opulentes Maskenspiel Coelum Britannicum  im Palast von Whitehall aufgeführt, gedruckt wurde das Spiel 1634. Als einer der geistreichsten cavalier poets gelang es ihm, die Gunst des um seine Macht kämpfenden Königs zu erlangen. 1640 erschien eine Sammlung seiner Gedichte in Poems.
Unter dem Einfluss von Alexander Pope, der die spätbarocke Sprezzatura in der Dichtung Carews kritisierte, entstand das bis in die Gegenwart tradierte, einseitige Bild Carews als eines virtuosen, libertinistischen Höflingsdichters. Im Unterschied zu zeitgenössischen literarischen Rivalen wie Richard Lovelace oder Sir John Suckling ist Carew jedoch als ein durchaus vielseitiger Schriftsteller und Dichter zu sehen, dessen Werk ebenso unter dem Einfluss von Ben Jonson wie auch John Donne steht und unterschiedliche poetische Idiome verwendet.
Aufgrund seines frühen Todes erlebte Carew das puritanische Interregnum von 1642 bis 1660 und die Hinrichtung des Königs nicht mehr mit. Dessen ungeachtet spiegelt sich in seinem überaus heterogenen poetischen Werk das Bewusstsein, in einer Umbruch- oder Endzeit zu leben. Vor dem Hintergrund der geschichtlichen Umwälzungen enthalten seine vordergründig galanten oder unverfänglichen Gedichte oftmals eine tiefergründige, politisch brisante Aussage.
So kann etwa die metaphorische Aufforderung des Sprechers an seine Geliebte, sich gleich einem Strudel dem Sog des reißenden Stroms zu entziehen und im Refugium, d. h. in der Bucht seiner Arme, sich der drohenden Gefahr der Auslöschung durch den Ozean zu widersetzen, auf einer politischen Metaebene zugleich als Appell an die Royalisten oder Cavaliers gedeutet werden, in einer Art von innerer Emigration eine Zufluchtsstätte zu suchen, die es ermöglicht, den egalisierenden Bildersturm der Puritaner zu überstehen.
Die Topographie dieser von Carew poetisch gestalteten Refugien variiert in seinen Gedichten vom erotischen Paradies des weiblichen Körpers bis zum locus amoenus eines Landsitzes; in beinahe alle Gedichten ist jedoch die eskapistische Sehnsucht des Verfassers nach Abgeschiedenheit und einem paradiesischen Urzustand deutlich erkennbar.
Carews bekanntestes Gedicht, das Epidecum auf John Donne, stellt nicht nur einen geistig ebenbürtigen Nachruf auf diesen von ihm hochgeschätzten Poeten dar, sondern ist zugleich eine elegische Klage in einer Dekadenzepoche, die wehmütig zurückblickt auf die Zeit, als noch Dichter wie Donne mit einer vitalen und maskulinen Sprache mit den Traditionen der Antike brachen und einzig das Reich des esprit oder wit gelten ließen.
Nach seinem Tod 1640 wurde er in der Saint Dunstan's-in-the-West-Kirche in Westminster, London, beigesetzt.

## Werk (Auswahl)
Carews Gedichte und Lieder wurden nach seinem Tod veröffentlicht. Ein Großteil seiner Werke behandelt die Liebe oder preist eine Frau.
- A Cruel Mistress
- A Deposition From Love
- A Divine Mistress
- A Looking Glass
- A Prayer to The Wind
- A Song
- A Song: When June is Past, the Fading Rose
- Another
- Ask Me No More
- Boldness In Love
- Celia Beeding, To the Surgeon
- Disdain Returned
- Epitaph On Maria Wentworth
- Epitaph On The Lady Mary Villiers
- Epitaph On The Late Mary Villiers
- I Do Not Love Thee For That Fair
- Ingrateful Beauty Threatened
- Lips And Eyes
- Mediocrity In Love Rejected
- My Mistress Commanding Me To Return Her Letters
- Persuasions To Joy, A Song
- Secrecy Protested
- Song. A Beautiful Mistress.
- Song. Conquest By Flight
- Song. Good Counsel to a Young Maid
- Song. Eternity of Love Rejected
- Song. Mediocrity In Love Rejected
- Song. Murdering Beauty
- Song. Persuasions to Enjoy
- The Primrose
- The Spring
- The Unfading Beauty
- To A. L. Persuasions In Love
- To His Inconstant Mistress
- To My Inconstant Mistress
- To My Mistress In Absence
- To My Mistress Sitting By A River's Side

## Werkausgabe
- Rhodes Dulap (Hrsg.): The Poems of Thomas Carew with His Masque Coelum Britannicum. Oxford University Press. Clarendon Press, Oxford 1949, Neuauflage 2012, ISBN 978-0198-11804-6.